# Dolmen de Abuíme
Le dolmen de Abuíme est un dolmen situé dans la commune de O Saviñao, dans la province de Lugo, en Galice.

## Description
Ce site mégalithique, datant de 3000 av. J.-C., conserve six orthostates en granit constituant une vaste chambre funéraire laquelle ne possède plus sa dalle de couverture.
Il a été déclaré Bien d'intérêt culturel en 2011.